# Guillaume Vicedomino de Vicedominis
 (décembre 2012).
Ne doit pas être confondu avec le pape Grégoire XI
Guillaume Vicedomino de Vicedominis (né à Plaisance, dans l'actuelle Émilie-Romagne, alors dans le Saint-Empire romain germanique vers 1210/1215 et mort en 1276 à Viterbe) est un cardinal italien  du XIIIe siècle. Il est un neveu du pape Grégoire X, par sa mère.

## Biographie
Vicedomino de Vicedominis est marié et a deux enfants. Il entre dans l'état ecclésiastique après la mort de sa femme. De Vicedominis est notamment prévôt de Barjols, chanoine à Clermont, ambassadeur du comte de 
Provence à Gênes et à Avignon, chanoine à Narbonne, prévôt de Grasse et chantre de Béziers. En 1257 il est élu archevêque d'Arles et en 1272 il est légat apostolique en Lombardie en Romagne.
Le pape Grégoire X le crée cardinal lors du consistoire de 3 juin 1273.  Le cardinal de Vicedominis est doyen du Collège des cardinaux en 1275. Il participe au deuxième concile de Lyon en 1274 et aux trois conclaves de 1276 (élection d'Innocent V, Adrien V et Jean XXI), mais meurt pendant le dernier de ces conclaves.
Guillelmus Vicedominus de Vicedominis aurait selon plusieurs sources été élu pape le 5 septembre 1276 sous le nom de Grégoire XI avant de mourir subitement dès le lendemain.
Dès le 8 septembre était élu Pedro Julião qui prit le nom de Jean XXI.
Ce Grégoire XI ne figure pas dans les listes de papes. Son cas est à rapprocher de celui du pape éphémère Étienne qui mourut avant d’être couronné ou de Célestin II qui fut contraint de renoncer le lendemain de son élection.
À l’époque de Grégoire XI, on était généralement considéré comme pape dès l’élection, sans attendre le couronnement, mais son nom n’ayant pas encore été proclamé (habemus papam) lorsqu’il mourut, il n’a jamais été considéré comme légitime et est purement et simplement oublié des listes.
S’il nous prenait la fantaisie de considérer ce pape comme « valable », alors il y aurait eu pas moins de cinq papes durant la seule année 1276 : Grégoire X, Innocent V, Adrien V, Grégoire XI et Jean XXI. Il y en a tout de même eu quatre, ce qui est déjà exceptionnel.
Puisque ce pape n’est pas reconnu par les listes de papes, son nom et son numéro ont été repris par le pape légitime Grégoire XI, le 30 septembre 1370 (voir l’article Nom de règne des papes).